# Box Bar Stadium
Box Bar Stadium – to wielofunkcyjny stadion w Bandżulu, stolicy Gambii. Jest obecnie używany głównie dla meczów piłki nożnej i był domową areną piłkarskiej narodowej reprezentacji do otwarcia Independence Stadium. Był również areną Pucharu Gambii w piłce nożnej. W 2014 r. stadion już nie istniał.